# 페르세우스자리-물고기자리 초은하단
페르세우스자리-물고기자리 초은하단은 페르세우스자리 방향으로 지구에서 보이는 은하 필라멘트이다. 이 은하단은 우리 은하를 포함하는 은하단인 국부 은하군을 포함하는 처녀자리 초은하단을 포함한다.
이 필라멘트는 페르세우스자리-페가수스자리 필라멘트에 인접해 있다.
그러나, 2014년 연구는 처녀자리 초은하단이 더 큰 초은하단인 라니아케아 초은하단의 일부에 불과하다는 것을 보여준다.

## 발견
하와이대 천문학연구소의 천문학자인 R. 브렌트 툴리가 1987년에 이 초은하단을 확인했다.

## 크기
페르세우스자리-물고기자리 초은하단의 크기는 길이 약 10억 광년과 폭 1억 5천만 광년으로 추정된다.
관측 가능한 우주에서 알려진 가장 큰 구조물 중 하나이지만, 슬론 장성(1.3gly), 클로스-캄푸사노 LQG(2.0gly), U111 LQG(2.5gly), Huge-LQG(4.0gly), 헤라클레스자리-북쪽왕관자리 장성(10gly) 등 더 큰 구조도 존재한다. 이 은하단의 총 질량은 1018 M☉으로 추정된다.
발견자에 따르면 은하단은 다음과 같이 5개의 부분으로 구성되어 있다.
1. 물고기자리 은하단
2. 페르세우스-페가수스 체인, 페르세우스-물고기 초은하단
3. 페가수스-물고기 체인
4. 조각가자리 초은하단과 헤라클레스 초은하단 등 조각가자리 체인
5. 처녀자리 초은하단(국부 초은하단)과 물뱀-센타우루스 초은하단이 들어 있는 라니아케아 초은하단이다.
이 초은하단의 이름은 가장 큰 초은하단인 물고기자리-고래자리 초은하단의 이름을 따서 지어졌다.

## 이미지

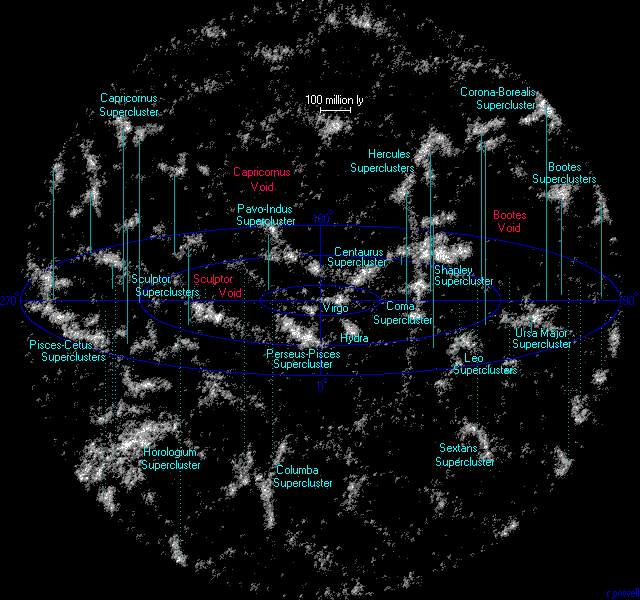
The Pisces-Cetus Supercluster Complex is the very long chain of galaxies from the Pisces-Cetus Superclusters, Sculptor Superclusters, the Perseus-Pisces Supercluster and the Laniakea Supercluster. (Shown at the center)

## 같이 보기
- 에이벨 목록
- 관측 가능한 우주
- 에이벨 은하단 목록
- 초은하단